# Sirnagalih (Cilaku)
Sirnagalih is een bestuurslaag in het regentschap Cianjur van de provincie West-Java, Indonesië. Sirnagalih telt 21.873 inwoners (volkstelling 2010).